# Darwinia (roman)
Pour les articles homonymes, voir Darwinia.
Darwinia est un roman de science-fiction de l'écrivain canadien Robert Charles Wilson publié aux États-Unis en 1998 et en France en 2000.

## Résumé
En mars 1912, survient un événement que certains qualifieront rapidement de « miracle » : l'Europe, dont la majorité de l’Angleterre, ainsi qu'une grande partie de l'Asie et de l'Afrique disparaissent subitement, ainsi que la totalité de leurs habitants. Ces territoires sont alors remplacés par une nouvelle masse continentale recouverte par une faune et une flore étranges, qui semblent avoir suivi un chemin différent de l'évolution. Par dérision, ce nouveau monde est appelé Darwinie.
Interprété par certains comme une intervention divine, le « miracle » affecte le monde entier et change le cours de l'histoire.
Dix ans plus tard, dans ce qu'il reste de la ville de Londres, Guilford Law, un jeune photographe américain, fait partie de l'expédition Finch, première du genre à partir à la découverte de ce nouveau continent. Au moyen de bateaux à vapeur, ce groupe de scientifiques et d'aventuriers décide de remonter ce qui était autrefois le Rhin, afin d'explorer ces contrées mystérieuses. Ils découvrent d'abord une faune et une flore totalement nouvelle et inconnue dont ils prélèvent des échantillons. Ils sont cependant attaqués par des indigènes qui ne veulent pas d'américains sur leur territoire. Plusieurs membres sont tués et leurs découvertes sont détruites. Les survivants sont obligés de fuir et découvrent des ruines datant de plusieurs milliers d'années (ce qui est normalement impossible car la Darwinia n'est apparue que dix ans plus tôt). Ils décident de visiter ces ruines mais sont de nouveau attaqués mais cette fois par des hommes grassement payés pour tuer tous les membres de cette expédition. Ces humains semblent être contrôlés par des psions ennemis des sentinelles ; Guildford Law étant une sentinelle il peut déjouer leurs plans. 
En parallèle, on découvre que les États-Unis veulent conquérir ce territoire vierge de toute présence humaine tandis que les Anglais revendiquent leur ancien territoire et plusieurs autres pays d'Europe. Les Américains envoient des bateaux coloniser l'Europe et y construisent plusieurs petites villes tandis que l'Angleterre pensant que les États-Unis veulent s'approprier la totalité de l'Europe arme les indigènes s'étant réfugiés dans la forêt et qui ne veulent pas de présence sur leur territoire. La guerre finit donc par éclater entre ces deux pays mais elle se termine rapidement par la victoire écrasante des États-Unis, mieux armés. 
Pendant ce temps, aux États-Unis, un médium du nom d'Elias Vale est également visité mais par une créature tout à fait différente, aux desseins visiblement plus belliqueux (il est en partie contrôlé par un psion). On apprend également que les humains contrôlés par un psion possèdent de grandes capacités de régénération ainsi qu'une longue longévité et que les psions préparent une guerre contre les sentinelles. 
À côté de cela, Guilford Law est régulièrement visité par un compagnon indésirable, un mystérieux jumeau qui semble avoir vécu — et être mort — sur une Terre alternative, non affectée par les changements dus au miracle. Lors de cette première apparition, ce personnage lui apparaît en rêve, se présentant comme une « sentinelle », pour lui délivrer un message : la Darwinie ne serait pas ce qu'elle semble être et lui-même ne serait pas qui il croit être.
Considérant que cette expédition est un échec et n'étant plus que deux (Guildford et Tom) ils décident de rentrer chez eux puis se séparent. Guildford est de nouveau visité par la sentinelle qui porte le même nom que lui et qui a vécu dans un autre univers (ressemblant fortement au nôtre) mais serait mort lors d'une guerre. Il est alors devenu une sorte de pensée de germe de conscience capable de visiter une infinité d'univers. Il a alors rejoint le paradis artificiel créé par une race extraterrestre qui récupère les âmes des morts et qui les lient entre elles dans des noosphères (des vaisseaux de la taille de planètes et qui dérivent dans l'espace). Mais ce paradis a 2 principaux problèmes :
- le premier problème est le temps car même une conscience est mortelle et, pour pallier ce problème, les noosphères ont créé des archives (sorte de matrice virtuelle qui garde la mémoire de l'univers) afin de vaincre la mort.  
- le deuxième problème est celui des « psions », sortes de virus, des parasites qui infiltrent les archives pour les détruire. Les psions ont donc fusionné deux mondes (le monde originel de Darwinia et le monde de Guildford) dans le but de pouvoir plus facilement détruire ces mondes.  
Les sentinelles et les psions cherchent tous les humains morts dans un monde, mais vivant dans l'autre (et donc ayant des pouvoirs de régénération) pour préparer la guerre à venir : la sentinelle demande donc son aide mais celui-ci refuse dans un premier temps.
20 ans plus tard, les psions recherchent activement Guildford voulant le détruire à tout prix (Guildford est considéré comme une sentinelle). À la suite de la mort de sa femme et de son fils par les psions, il décide finalement de les aider dans cette guerre en échange d'une vie humaine normale.
Guildford parvient finalement à emprisonner les psions dans une sorte de puits, ce qui permet de faire gagner la guerre aux sentinelles. Guildford meurt finalement lors de l'épilogue à l'âge de 101 ans.

## Prix littéraires
Darwinia a remporté le prix Aurora du meilleur livre en anglais (Best English Long Form) 1999 et a été nommé pour le prix Hugo du meilleur roman 1999.

## Éditions
- Darwinia, Tor Books, 1er juin 1998, 320 p.  (ISBN 0312860382)
- Darwinia, Denoël, coll. « Lunes d'encre », 22 février 2000, trad. Michèle Charrier, 384 p.  (ISBN 978-2207249383)
- Darwinia, Gallimard, coll. « Folio SF » no 151, 8 octobre 2003, trad. Michèle Charrier, 444 p.  (ISBN 978-2070302840)